# Basil Fawlty
Basil Fawlty er en fiktiv person fra den engelske sitcom Halløj på badehotellet; han er gift med Sybil Fawlty. Basil Fawlty spilles af John Cleese.